# Vladimir Milov
Vladimir Stanislavovitch Milov (en russe : Влади́мир Станисла́вович Мило́в), né le 18 juin 1972 à Kemerovo, est un homme politique et opposant russe.
De mai à octobre 2002, il est vice-ministre de l’Énergie de la fédération de Russie. Il est membre du Conseil politique fédéral du mouvement démocratique Solidarnost (2008-2010) et l'un des fondateurs de la coalition « Pour la Russie sans anarchie et corruption ». Il est président du parti politique russe Choix démocratique (en) de mai 2012 à décembre 2015. Il a également été président de l'Institut de politique énergétique, un groupe de réflexion indépendant basé à Moscou jusqu'en 2013. Il devient un opposant à Vladimir Poutine et fuit la Russie.

## Biographie
Vladimir Milov est diplômé de l'Institut minier de Moscou de Moscou en 1994. En 1997-2001, il travaille pour la Commission fédérale de l'énergie de Russie, où il occupe en 1999-2001 le poste de chef du département d'analyse économique. En 2001, il dirige une équipe d'experts au sein du Centre de recherches stratégiques, un groupe de réflexion lié au gouvernement,,.
En décembre 2001, Milov est nommé conseiller du ministre de l'Énergie de la fédération de Russie et en mai 2002, il est nommé vice-ministre de l'Énergie de la Russie dans le gouvernement Kassianov. Il démissionne en octobre 2002,.

### Activisme social et politique
En novembre 2002, Milov fonde et prend la direction du fonds de recherche Institut pour le développement stratégique du complexe pétrolier et énergétique (rebaptisé Institut de politique énergétique en 2003). Il dirige un groupe de travail interdépartemental sur le développement de la stratégie énergétique de la Russie pour la période allant jusqu'en 2020. Il participe à l'élaboration de la législation russe sur l'industrie de l'énergie électrique, la réglementation et la fiscalité du secteur de l'énergie.
De septembre 2005 à août 2006, l'institut est l'un des dix centres d'experts économiques les plus mentionnés du pays et le premier sur les questions énergétiques. En 2010, l'institut cesse ses activités et l'entité légale est liquidée en décembre 2013.
Milov est l'auteur de nombreux rapports et publications sur la politique énergétique et le développement des infrastructures en Russie. Il collabore à des programmes publics de réforme de l'industrie gazière, de l'énergie électrique et du transport ferroviaire du pays, et propose un projet de réforme pour Gazprom, qui est rejeté par Vladimir Poutine, ce qui le pousse à démissionner. Il se met alors à dénoncer la corruption qui a lieu en Russie.
En décembre 2008, Milov cofonde le mouvement d'opposition « Solidarnost ». Il est l'un des dirigeants de l'organisation jusqu'en mai 2010. En 2009, Milov présente sa candidature à la Douma municipale de Moscou en tant que candidat indépendant, mais sa candidature n'est pas enregistrée. En février 2010, Milov est élu chef du mouvement social « Demokratitcheski Vybor (choix démocratique) ». Il démissionne le 20 décembre 2015 après une série de désaccords internes. 
À partir de 2016, Milov participe activement à la campagne présidentielle d'Alexeï Navalny. Milov est mentionné comme l'un des co-auteurs de la plateforme de Navalny publiée le 13 décembre 2017,. Sur le canal NavalnyLive il présente depuis le 11 mai 2017, l'émission hebdomadaire Où est l'argent ? (Где деньги?) consacrée à des questions économiques.
Depuis le 19 octobre 2019, Milov diffuse une émission hebdomadaire sur la politique internationale, Accolades avec les dictateurs (Обнимашки с диктаторами), ainsi qu'un cycle dédié à la politique russe intitulé Why Russia fails (depuis le 31 janvier 2021) sur son canal YouTube.
En 2021, il fuit à Vilnius pour échapper aux poursuites et se donne alors pour objectif de « faire le plus de mal possible à Poutine ». Il dénonce l'invasion de l'Ukraine par la Russie et qualifie en février 2023 Vladimir Poutine de « meurtrier ». Il se prononce en faveur des sanctions contre la Russie et estime qu'il faudrait les faire mieux appliquer et lutter contre les techniques de contournement plutôt que d'en prendre de nouvelles. Il prédit également une crise financière et politique en Russie, avec « une crise budgétaire très profonde [...], une chute des revenus pétroliers et gaziers et une augmentation des dépenses pour financer la guerre ».

## Poursuites judiciaires
En novembre 2023, Vladimir Milov est condamné à huit ans de prison par contumace pour « diffusion publique d'informations mensongères sur les forces armées ». Il lui est reproché d'avoir dénoncé l'invasion russe de l'Ukraine sur les réseaux sociaux et d'avoir révélé les crimes de guerre commis par la Russie.